# فيكتوريا سافونوفا
فيكتوريا سافونوفا هي متزلجة على الجليد روسية المولد تمثل بيلاروس في المحافل الدولية، ولدت في 8 مايو 2003.